# Governo Pashinyan II
Il Governo Pashinyan II è il governo della Repubblica d'Armenia, il primo della VII legislatura.
Il Presidente della Repubblica d'Armenia Armen Sarkissian in data 16 gennaio 2019 ha firmato i decreti di nomina dei due Vice Ministri. Il 18 gennaio 2019 ha firmato i decreti di nomina dei 12 Ministri che compongono il Governo Pashinyan II.
Il 30 gennaio 2019 il secondo governo presieduto da Nikol Pashinyan ha giurato nelle mani del Presidente della Repubblica. Tutti i Ministri hanno letto la seguente formula:
"Per il raggiungimento degli interessi della nazione e il rafforzamento della Patria, giuro di rispettare fedelmente i miei impegni nei confronti del popolo, di osservare la Costituzione e le Leggi della Repubblica d'Armenia, di promuovere la Sovranità e gli interessi della Repubblica d'Armenia, di rimanere fedele all'alto rango di membro del governo"..
Il Secondo Governo di Nikol Pashinyan ha visto la sostituzione di numerosi ministri durante il suo mandato, cessando effettivamente il proprio mandato il 1 agosto 2021, quando a seguito delle elezioni anticipate delle Assemblea Nazionale Armena del 20 giugno 2021 si è formato il Governo Pashinyan III.

## Vice Primi Ministri
I Vice Primi Ministri del Secondo Governo guidato da Nikol Pashinyan sono: Tigran Avinyan e Mher Grigoryan.

## Ministri
- Ministro dell'Istruzione, della Scienza, della Cultura e dello Sport: Arayik Harutyunyan sostituito da Vahram Dumanyan dal 23 novembre 2020;
- Ministro dell'Amministrazione territoriale e delle infrastrutture: Suren Papikyan dal 1º giugno 2019;
- Ministro della Difesa: David Tonoyan sostituito da Vagharshak Harutyunyan dal 20 novembre 2020;
- Ministro del Lavoro e degli affari sociali: Zaruhi Batoyan sostituita da Mesrop Arakelyan dal 18 novembre 2021;
- Ministro della Giustizia: Artak Zeynalyan sostituito da Rustam Badasyan dal 19 giugno 2019;
- Ministro della Salute: Arsen Torosyan sostituito da Anahit Avanesyan dal 18 gennaio 2021;
- Ministro delle Finanze: Atom Janjugkazyan;
- Ministro dello Sviluppo Economico e degli Investimenti: Tigran Khachatryan sostituito da Vahan Qerobyan dal 26 novembre 2020;
- Ministro della Tecnologia e dei Trasporti della Comunicazione e dell'Informazione: Hakob Arshakyan;
- Ministro delle Situazioni di Emergenza: Felix Tsolakyan sostituito da Andranik Piloyan dal 20 novembre 2020;
- Ministro della Protezione della natura: Erik Grigoryan sostituito da Romanos Petrosyan dal 30 luglio 2020;
- Ministro degli Affari Esteri: Zohrab Mnatsakanyan, sostituito da Ara Ayvazyan dal 18 novembre 2020.

## Componente femminile
Unica donna del Governo Pashinyan II è stata per lungo tempo Zaruhi Batoyan, nominata Ministro del Lavoro e degli Affari Sociali.

## Cambiamenti alla strutturazione del Governo
Il 1º giugno 2019 è avvenuta una ridefinizione della struttura del governo che ha portato alla diminuzione dei Ministri che costituiranno il Governo Armeno. Il numero dei dicasteri è stato così ridotto a 12.